# Вритти
Вритти (санскр. वृत्ति) — модификации ума (согласно первому афоризму «Йога-сутр» Патанджали), связанные с эмоциональной вовлечённостью в какие-либо ситуации. Вритти — это ситуации омрачения разума.
Практика йоги призвана помочь адепту преодолеть тенденцию создавать такие модификации ума, которые препятствуют ясному пониманию, блаженству.
Корень слова «вритти» — тот же что у слов «вращаться», «обращаться», «вихрь».
Вритти — важнейший объект, на который направлены усилия практикующего йогу как психическую культуру (по выражению А. В. Парибка).